# Митропа куп 1931.
Митропа куп 1931. је било 5. издање клупског фудбалског такмичења Митропа купа.
Такмичење је трајало од 27. јуна до 12. новембра 1931. године. Први Бечки ФК је у финалном двомечу био успешнији од  Бечког АК и освојио први трофеј Митропа купа. 

## Резултати

### Четвртфинале
| Меч | Клуб          | Држава            | укупан рез. | Држава            | Клуб            | 1. утак. | 2. утак. | Плеј-оф |
| --- | ------------- | ----------------- | ----------- | ----------------- | --------------- | -------- | -------- | ------- |
| 1   | Први Бечки ФК | Аустрија          | 7:0         | Мађарска          | Бочкај Дебрецин | 3:0      | 4:0      |         |
| 2   | Славија Праг  | Чехословачка      | 2:3         | Краљевина Италија | Рома            | 1:1      | 1:2      |         |
| 3   | АК Винер      | Аустрија          | 6:4         | Мађарска          | МТК             | 5:1      | 1:3      |         |
| 4   | Јувентус      | Краљевина Италија | 2:2         | Чехословачка      | Спарта Праг     | 2:1      | 0:1      | 2:3     |

### Полуфинале
| Меч | Клуб          | Држава       | укупан рез. | Држава            | Клуб     | 1. утак. | 2. утак. | Плеј-оф |
| --- | ------------- | ------------ | ----------- | ----------------- | -------- | -------- | -------- | ------- |
| 1   | Први Бечки ФК | Аустрија     | 6:3         | Краљевина Италија | Рома     | 3:2      | 3:1      |         |
| 2   | Спарта Праг   | Чехословачка | 6:6         | Аустрија          | АК Винер | 3:2      | 3:4      | 0:2     |

### Финале
| Меч | Клуб          | Држава   | укупан рез. | Држава   | Клуб          |
| --- | ------------- | -------- | ----------- | -------- | ------------- |
| 1   | АК Винер      | Аустрија | 2:3         | Аустрија | Први Бечки ФК |
| 2   | Први Бечки ФК | Аустрија | 2:1         | Аустрија | АК Винер      |

| Освајач Митропа купа 1931. |
| -------------------------- |
| Први Бечки ФК 1. Титула    |